# Медісін-Лейк (Міннесота)
Медісін-Лейк (англ. Medicine Lake) — місто (англ. city) в США, в окрузі Ганнепін штату Міннесота. Населення — 337 осіб (2020).

## Географія
Медісін-Лейк розташований за координатами 45°0′9″ пн. ш. 93°25′23″ зх. д. / 45.00250° пн. ш. 93.42306° зх. д. (45.002433, -93.423170).  За даними Бюро перепису населення США в 2010 році місто мало площу 0,84 км², з яких 0,45 км² — суходіл та 0,38 км² — водойми. В 2017 році площа становила 0,45 км², уся площа — суходіл.

## Демографія
Згідно з переписом 2010 року, у місті мешкала 371 особа в 160 домогосподарствах у складі 104 родин. Густота населення становила 443 особи/км².  Було 174 помешкання (208/км²).
Расовий склад населення:
| - 89,8 % — білих - 4,3 % — чорних або афроамериканців - 2,2 % — азіатів - 1,3 % — корінних американців |

До двох чи більше рас належало 2,4 %. Частка іспаномовних становила 1,3 % від усіх жителів.
За віковим діапазоном населення розподілялося таким чином: 21,6 % — особи молодші 18 років, 63,0 % — особи у віці 18—64 років, 15,4 % — особи у віці 65 років та старші. Медіана віку мешканця становила 47,7 року. На 100 осіб жіночої статі у місті припадало 109,6 чоловіків;  на 100 жінок у віці від 18 років та старших — 106,4 чоловіків також старших 18 років.
Середній дохід на одне домашнє господарство  становив 145 379 доларів США (медіана — 82 917), а середній дохід на одну сім'ю — 201 363 долари (медіана — 106 875). Медіана доходів становила 71 250 доларів для чоловіків та 85 833 долари для жінок. За межею бідності перебувало 4,1 % осіб, у тому числі 0,0 % дітей у віці до 18 років та 1,9 % осіб у віці 65 років та старших.
Цивільне працевлаштоване населення становило 200 осіб. Основні галузі зайнятості: освіта, охорона здоров'я та соціальна допомога — 22,0 %, науковці, спеціалісти, менеджери — 18,0 %, виробництво — 17,0 %.